# Вверх и вниз по лестнице (телесериал, 2010)
«Вверх и вниз по лестнице» (англ. Upstairs, Downstairs) — британский драматический сериал, транслируемый с 2010 года на телеканале BBC One, соисполнительными продюсерами которого стали компания BBC Cymru Wales и Masterpiece. Он является продолжением одноимённого сериала компании London Weekend Television, который показывали в период с 1971 по 1975 год на ITV.
История дома, расположенного на Итон Плейс 165, продолжается спустя шесть лет после окончания повествования оригинальной истории. Джин Марш повторяет свою роль Роуз Бак, которая теперь становится домоправительницей, восстанавливающей порядок в доме, а Эд Стоппард и Кили Хоуз сыграли новых владельцев дома, сэра Халлема и леди Агнес Холланд.
Первые серии были показаны в ночь на Рождество с дальнейшим продолжением в 2010 году. И после двухлетнего перерыва было выпущено шестисерийное продолжение.

## Сюжет
Сэр Халлем Холланд — дипломат, который переезжает вместе со своей женой леди Агнес и матерью Мод в известный особняк на Итон Плейс 165, ранее служивший фамильным имением семье Беллами. Туда же возвращается и бывшая горничная Роуз Бак, прослужившая семье Беллами в этом доме около 40 лет. Назревающие политические перемены в обществе сталкивают обитателей дома с новыми проблемами.

## Эпизоды
| Выпуск | Выпуск | Количество эпизодов | Дата премьеры    | Дата премьеры   | Дата выхода DVD и Blu-ray | Дата выхода DVD и Blu-ray | Дата выхода DVD и Blu-ray |
| Выпуск | Выпуск | Количество эпизодов | Премьера выпуска | Финал выпуска   | Регион 1                  | Регион 2                  | Регион 4                  |
| ------ | ------ | ------------------- | ---------------- | --------------- | ------------------------- | ------------------------- | ------------------------- |
|        | 1      | 3                   | 26 декабря 2010  | 28 декабря 2010 | 26 апреля 2011            | 7 февраля 2011            | 1 декабря 2011            |
|        | 2      | 6                   | 19 февраля 2012  | 25 марта 2012   | н/д                       | 23 апреля 2012            | н/д                       |

## В ролях

### Семья Холланд
- Кили Хоуз — Леди Агнес Холланд
- Эд Стоппард — Сэр Халлэм Холланд
- Айлин Эткинс — Леди Мод Холланд
- Сара Горди — Мисс Памела Холланд, сестра сэра Халлэма
- Клэр Фой — Леди Персефона Тоуин, сестра леди Агнес
- Алекс Кингстон — Доктор Бланш Моттерсхед, сестра леди Мод (2 сезон)

### Прислуга
- Джин Марш — Роуз Бак, домоправительница
- Эдриан Скарборо — Мистер Уорик Притчард, дворецкий
- Энн Рейд — Миссис Клариса Таккерей, кухарка
- Нил Джексон — Гарри Спарго, водитель
- Элли Кендрик — Айви Моррис, горничная (1 сезон)
- Хелен Брэдбери — Рэйчел Перлмуттер, горничная (1 сезон)
- Нико Мираллегро — Джонни Прауд, лакей
- Лаура Хэддок — Берил Баллард, горничная (2 сезон)
- Эми Меткалф — Юнис МакКейб, горничная (2 сезон)
- Арт Малик — Мистер Аманджит Сингх, секретарь леди Мод

### Другие
- Блейк Ритсон — Георг, герцог Кентский
- Майкл Лэндис — Каспар Ландри
- Эдвард Бейкер-Дьюли — Иоахим фон Риббентроп
- Энтони Калф — Энтони Иден

## Награды и номинации
- 2011 — номинации на премию Эмми в категориях:
  - Выдающаяся главная героиня в мини-сериалах или телефильмах — Джин Марш
  - Выдающаяся актриса второго плана в мини-сериалах или телефильмах — Айлин Эткинс
  - Выдающийся сценарий для мини-сериала или телефильма — Хайди Томас
  - Лучшие костюмы для мини-сериала или телефильма — Эми Робертс и Джайлс Гейл (за первый эпизод)
  - Лучший актёрский состав для мини-сериала или телефильма — Энди Прайор
  - Лучший художественный руководитель мини-сериала или телефильма — Ив Стюарт, Джулия Касл и Дэвид Хиндл
- 2011 — номинации на премию Satellite Award в категории «Лучшая актриса мини-сериала или телефильма» — Джин Марш